# Selle slovène
Pour les articles homonymes, voir Selle.
Le selle slovène (slovène : slovenski toplokrvni konj) est une race de chevaux de sport originaire de Slovénie. Créée à partir de 1978, elle est destinée aux sports équestres. Ces chevaux locaux sont en développement, et comptent des effectifs relativement réduits, d'environ 1 200 individus en 2015.

## Histoire
La race est très récente, son origine remonte en effet à 1978, à l'élevage de Krumperk, à partir d’une importation de chevaux Hanovriens, pour répondre à la volonté des Slovènes d'avoir leur propre stud-book de chevaux de sport. L'association de race est formée en 1993, avec une base de 225 membres et 600 chevaux. Le Selle slovène se constitue à partir d'importations d'étalons de sport depuis divers pays européens.
Le selle slovène dispose de son propre stud-book. En 2005, 900 animaux appartenant à ce stud-book sont dénombrés en Slovénie ; environ 170 juments sont mises à la reproduction chaque année, et 80 nouveaux poulains sont enregistrés. Le cheptel est en cours de constitution et de consolidation, la dynamique d'élevage étant plutôt favorable en Slovénie.

## Description
Le guide Delachaux indique une taille allant de 1,60 m à 1,70 m. C'est un cheval de sport classique, grand et élancé, dont la tête de profil rectiligne porte de grands yeux. L'encolure est musclée et longue, la longue croupe est droite et large, les membres sont solides et minces.
Toutes les robes sont possibles, mais le bai, l'alezan, le noir et le gris sont les plus communes.

## Utilisations
La race est destinée aux sports équestres, typiquement le saut d'obstacles et le dressage, mais aussi à l'équitation de loisir. Les bons résultats des jeunes chevaux en compétition commencent à se faire remarquer.

## Diffusion de l'élevage
Ces chevaux constituent une race nationale et se trouvent dans toute la Slovénie. Ils sont considérés par l'étude de l'université d'Uppsala menée pour la FAO en 2010 comme une race locale européenne dont le niveau de menace est inconnu. La race est néanmoins indiquée comme étant rare sur DAD-IS. En 2015, le cheptel recensé de 1 200 individus est relativement stable.